# Major Lance
Major Lance (né le 4 avril 1939,, 1941,, ou 1942, – 3 septembre 1994,) est un chanteur américain de rhythm and blues et de musique soul. Après de nombreux succès dans les années 1960 aux États-Unis, souvent en collaboration avec Curtis Mayfield, par exemple The Monkey Time (en) et Um, Um, Um, Um, Um, Um (en), il devient une figure importante en Grande-Bretagne dans les années 1970 parmi les fans de Northern soul. Même s'il a arrêté d'enregistrer en 1982, Major Lance a continué de se produire en concert jusqu'à sa mort en 1994. Sa fille, Keisha Lance Bottoms, est élue maire d'Atlanta en 2018.

## Discographie

### Singles
| Année | Titres (Face A, Face B) Les faces du même album sauf mention contraire                                | Label & Cat. No. | U.S. R&B | U.S. Pop | UK | Album                                            |
| ----- | --- | ---------------- | -------- | -------- | -- | ------------------------------------------------ |
| 1959  | I've Got A Girl face B : Phyllis                                                                      | Mercury 71582    | -        | -        | -  | Pas issu d'un albums                             |
| 1962  | Delilah face B : Everytime (Pas issu d'un album)                                                      | Okeh 7168        | -        | -        | -  | The Monkey Time                                  |
| 1963  | The Monkey Time face B : Mama Didn't Know                                                             | Okeh 7175        | 2        | 8        | -  | The Monkey Time                                  |
| 1963  | Hey Little Girl face B : Crying In The Rain (Pas issu d'un album)                                     | Okeh 7181        | 12       | 13       | -  | Um, Um, Um, Um, Um, Um - The Best Of Major Lance |
| 1964  | Um, Um, Um, Um, Um, Um face B : Sweet Music (issu de Major's Greatest Hits)                           | Okeh 7187        | 1*       | 5        | 40 | Um, Um, Um, Um, Um, Um - The Best Of Major Lance |
| 1964  | The Matador face B : Gonna Get Married (Pas issu d'un album)                                          | Okeh 7191        | 4*       | 20       | -  | Major's Greatest Hits                            |
| 1964  | Girls /                                                                                               | Okeh 7197        | 25*      | 68       | -  | Major's Greatest Hits                            |
| 1964  | It Ain't No Use                                                                                       | Okeh 7197        | 33*      | 68       | -  | Major's Greatest Hits                            |
| 1964  | Think Nothing About It face B : It's Alright                                                          | Okeh 7200        | -        | -        | -  | Um, Um, Um, Um, Um, Um - The Best Of Major Lance |
| 1964  | Rhythm face B : Please Don't Say No More (Pas issu d'un album)                                        | Okeh 7203        | 3*       | 24       | -  | Major's Greatest Hits                            |
| 1965  | Sometimes I Wonder face B : I'm So Lost (Pas issu d'un album)                                         | Okeh 7209        | 13       | 64       | -  | Major's Greatest Hits                            |
| 1965  | Come See face B : You Belong To Me My Love (Pas issu d'un album)                                      | Okeh 7216        | 20       | 40       | -  | Major's Greatest Hits                            |
| 1965  | Ain't It A Shame face B : Gotta Get Away                                                              | Okeh 7223        | 20       | 91       | -  | Major's Greatest Hits                            |
| 1965  | Too Hot To Hold face B : Dark and Lonely                                                              | Okeh 7226        | 32       | 93       | -  | Pas issu d'un albums                             |
| 1965  | Everybody Loves A Good Time face B : I Just Can't Help It                                             | Okeh 7233        | -        | 109      | -  | Pas issu d'un albums                             |
| 1966  | Investigate face B : Little Young Lover                                                               | Okeh 7250        | -        | 132      | -  | Pas issu d'un albums                             |
| 1966  | It's The Beat face B : You'll Want Me Back (issu de Um, Um, Um, Um, Um, Um - The Best Of Major Lance) | Okeh 7255        | 37       | 128      | -  | Pas issu d'un albums                             |
| 1967  | Ain't No Soul (In These Old Shoes) face B : I                                                         | Okeh 7266        | -        | -        | -  | Pas issu d'un albums                             |
| 1967  | You Don't Want Me No More face B : Wait Till I Get You In My Arms                                     | Okeh 7284        | -        | -        | -  | Pas issu d'un albums                             |
| 1968  | Without A Doubt face B : Forever                                                                      | Okeh 7298        | 49       | -        | -  | Pas issu d'un albums                             |
| 1968  | Do The Tighten Up face B : I Have No One                                                              | Dakar 1450       | -        | -        | -  | Pas issu d'un albums                             |
| 1969  | Follow The Leader face B : Since You've Been Gone                                                     | Dakar 608        | 28       | 125      | -  | Pas issu d'un albums                             |
| 1969  | Sweeter As The Days Go By face B : Shadows Of A Memory                                                | Dakar 612        | -        | -        | -  | Pas issu d'un albums                             |
| 1970  | Stay Away From Me (I Love You Too Much) face B : Gypsy Woman                                          | Curtom 1953      | 13       | 67       | -  | Pas issu d'un albums                             |
| 1970  | Must Be Love Coming Down face B : Little Young Lover                                                  | Curtom 1956      | 31       | 119      | -  | Pas issu d'un albums                             |
| 1971  | Girl Come On Home face B : Since I Lost My Baby's Love                                                | Volt 4069        | -        | -        | -  | Pas issu d'un albums                             |
| 1971  | I Wanna Make Up (Before We Break Up) face B : That's The Story Of My Life                             | Volt 4079        | -        | -        | -  | Pas issu d'un albums                             |
| 1972  | Ain't No Sweat face B : Since I Lost My Baby's Love                                                   | Volt 4085        | -        | -        | -  | Pas issu d'un albums                             |
| 1974  | Um, Um, Um, Um, Um, Um (nouvelle version) face B : Last Of The Red Hot Lovers                         | Playboy 6017     | 59       | -        | -  | Pas issu d'un albums                             |
| 1975  | Sweeter As the Days Go By (nouvelle version) face B : Wild and Free                                   | Playboy 6020     | 58       | -        | -  | Pas issu d'un albums                             |
| 1975  | You're Everything I Need face B : You're Everything I Need (Instrumental)                             | Osiris 001       | 50       | -        | -  | Pas issu d'un albums                             |
| 1975  | I've Got A Right To Cry face B : You Keep Me Coming To You                                            | Osiris 002       | -        | -        | -  | Pas issu d'un albums                             |
| 1977  | Come On, Have Yourself A Good Time face B : Come What May                                             | Columbia 10488   | -        | -        | -  | Pas issu d'un albums                             |
| 1978  | I Never Thought I'd Be Losing You face B : Chicago Disco                                              | Soul 35123       | -        | -        | -  | Now Arriving                                     |
| 1982  | I Wanna Go Home face B : I Wanna Go Home (Instrumental)                                               | Kat Family 3024  | -        | -        | -  | The Major's Back                                 |
| 1982  | Are You Leaving Me face B : I Wanna Go Home                                                           | Kat Family 4182  | -        | -        | -  | The Major's Back                                 |

* Billboard magazine n'a pas publié de charts R&B en 1964 ; ce classement est issu de Cashbox magazine.

### Quelques albums
- Major's Greatest Hits (Okeh 1965)
- The Monkey Time (Okeh 1963)[11]
- Um, Um, Um, Um, Um, Um (Okeh 1964)[11]
- The Rhythm of Major Lance (Okeh 1968)[11]
- Major Lance's Greatest Hits Recorded Live at the Torch (en) (Contempo 1973)[11]
- Now Arriving (Soul 1978)[11]
- The Major's Back (1983)[11]
- Live At Hinkley (1986)[11]
- The Very Best Of Major Lance (Epic/Legacy EK 62243, 2000)
- Um, Um, Um, Um, Um, Um (Collectables 2003)[11]